# Zapr
Zapr는 Web2.0서비스로 개발된 P2Web(Peer-To-Web)으로써 공유하고자 하는 콘텐츠(파일, 디렉터리 등)에 고유 URL을 부여하여 URL을 주고 받기만 하면된다. 주요특징은 공유를 링크로 표현하는 것으로, 특정 공유프로그램 없이 자료의 교환이 가능하다.

## 기타 공유 프로그램과의 구별
Zapr는 기능상 사용상 액세스하거나 다운받으려는 쪽에서는 클라이언트가 필요없이 다만 웹 브라우저만 있으면 된다. 그러므로 P2P(Peer to Peer)개념의 공유 프로그램보다는 P2web(Peer to Web) 개념으로 불리는 경우가 많다.